# Srbské korunovační klenoty

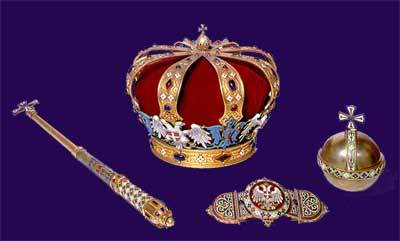
Srbské korunovační klenoty

Srbsko, stejně jako většina evropských současných i zaniklých monarchií, má své korunovační klenoty. Ty byly vyráběny na přání jednotlivých vládců. Srbské korunovační klenoty sestávají z královské koruny, jablka, žezla, královského pláště. Není státní meč.
V Srbsku se vystřídala řada vládnoucích rodů a dynastií a každá měla své koruny, šperky a další bohatství.

## Korunovační klenoty Karađorđevićů

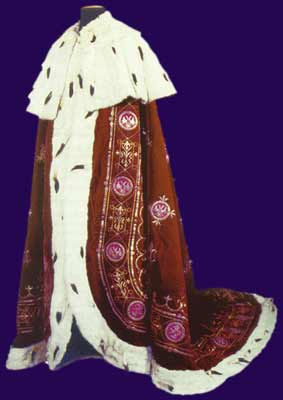
Srbský královský plášť

Korunovační klenoty dynastie Karađorđevićů byly vyrobeny v roce 1904 ku příležitosti korunovace krále Petra I. Byl na ně použit bronz (a posléze pozlaceny) z děla zakladatele dynastie - Karađorđe Petroviće. Toto symbolické gesto oslavilo zároveň sté výročí Prvního srbského povstání, kde byl Karađorđe vůdcem a dědečkem Petra I. Klenoty byly vyrobeny v Paříži u známé klenotnické firmy bratrů Faliseových. Nová srbská královská koruna se v po vzniku Srbů, Chorvatů a Slovinců resp. království Jugoslávie objevila v novém státním znaku, kde nahradila heraldickou korunu Obrenoviců.
Koruna resp. klenoty byly odlity z děla, jelikož se králi Petrovi I. líbilo, když v roce 1881 použili Rumuni pro korunovaci krále Karla I. (Carola) tzv. Ocelovou korunu, která byla odlita z děla (a nebyla pozlacena), které Rumuni ukořistili ve válce za nezávislost proti Osmanské říši.
Koruna, žezlo a jablko jsou zdobené polodrahokamy, nalezenými v Srbsku a smaltovaných v národních barvách červené, modré a bílé. Plášť je vyroben z fialového sametu, je vyšívaný zlatem a lemovaný hermelínovou kůží.
Srbská královská koruna Karađorđevićů je (spolu s ostatními klenoty) jedním z neoficiálních symbolů Srbska.
Jediným srbským moderním králem (panovníkem), který byl korunován byl právě Petr I. Karađorđević. Králové Milan I. Obrenović a Alexandr I. Obrenović byly pouze pomazáni či intronizováni. Alexandr I. Karađorđević a Petr II. Karađorđević nebyli ani korunováni nebo intronizováni.

## Koruna Nemanjićů
Koruna Nemanjićů byla srbskou královskou korunou za vlády dynastie Nemanjićů, např. za vlády cara Štěpána Dušana. Byla vyrobena ze zlata a tvar koruny byl typu „Kamelaukion“ (koruny tohoto typu jsou byzantinského původu, např. Kamelaukion di Costanza). Byla zároveň heraldickou verzi středověkých korun užívaných králi z dynastie Nemanjičů. Koruna Nemanjičů pro svůj tvar také nazývaná Kamelaukion se poprvé objevila v srbské faleristice na řetězu řádu knížete Lazara, který byl založen v roce 1889, tedy u příležitosti pětistého výročí bitvy na Kosově poli.
Od této doby se tato koruna používá v heraldice, ale vždy jen a jen ve spojitosti se znakem krále nebo dynastie. Těchto pravidel bylo přísně dbáno a to jak ze strany dynastie Obrenovičů tak dynastie Karadjorděvičů a nebyla tudíž v novodobé heraldice užívána často.

## Galerie

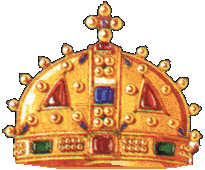
Koruna Nemanjićů
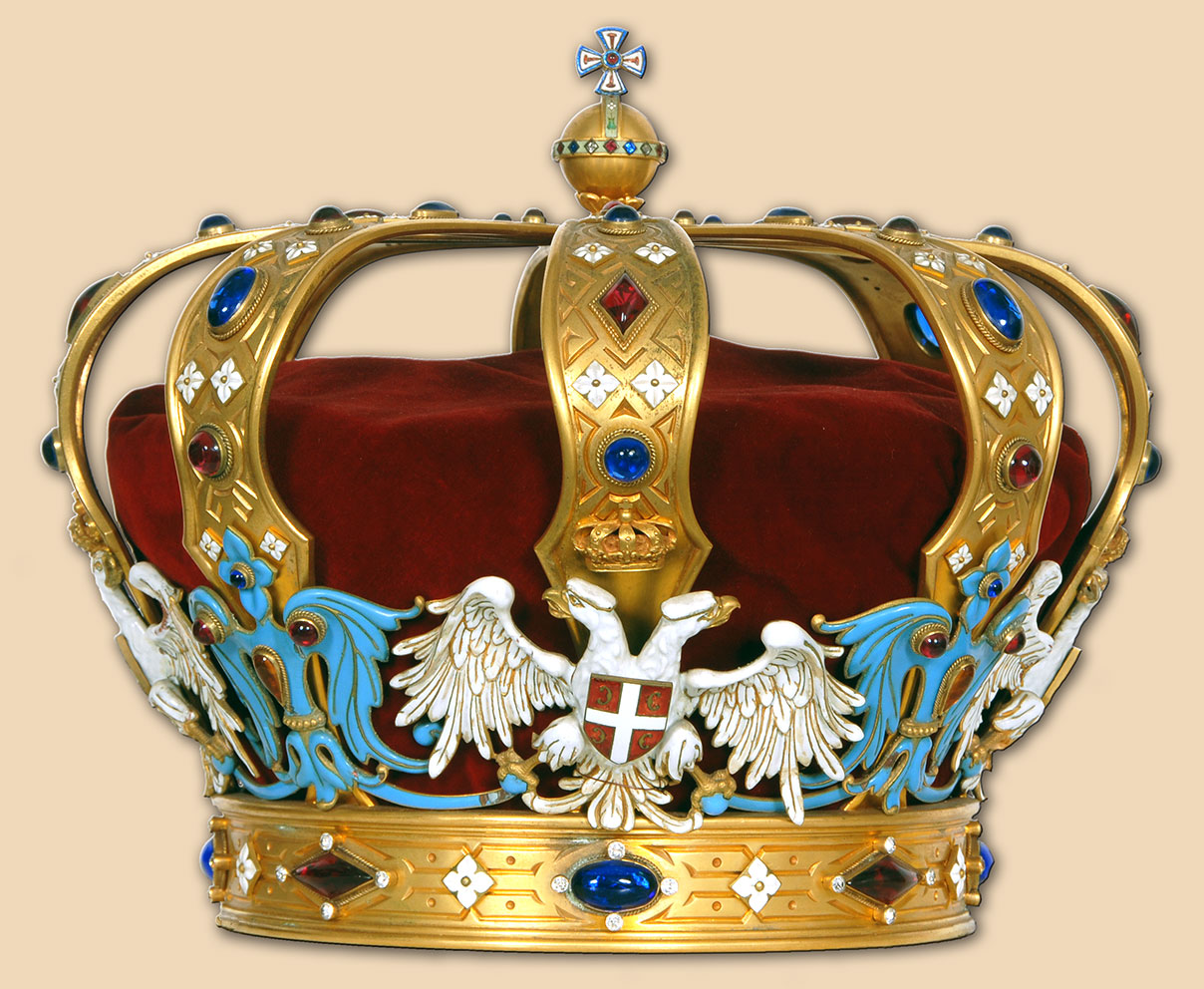
Královská koruna Karađorđevićů
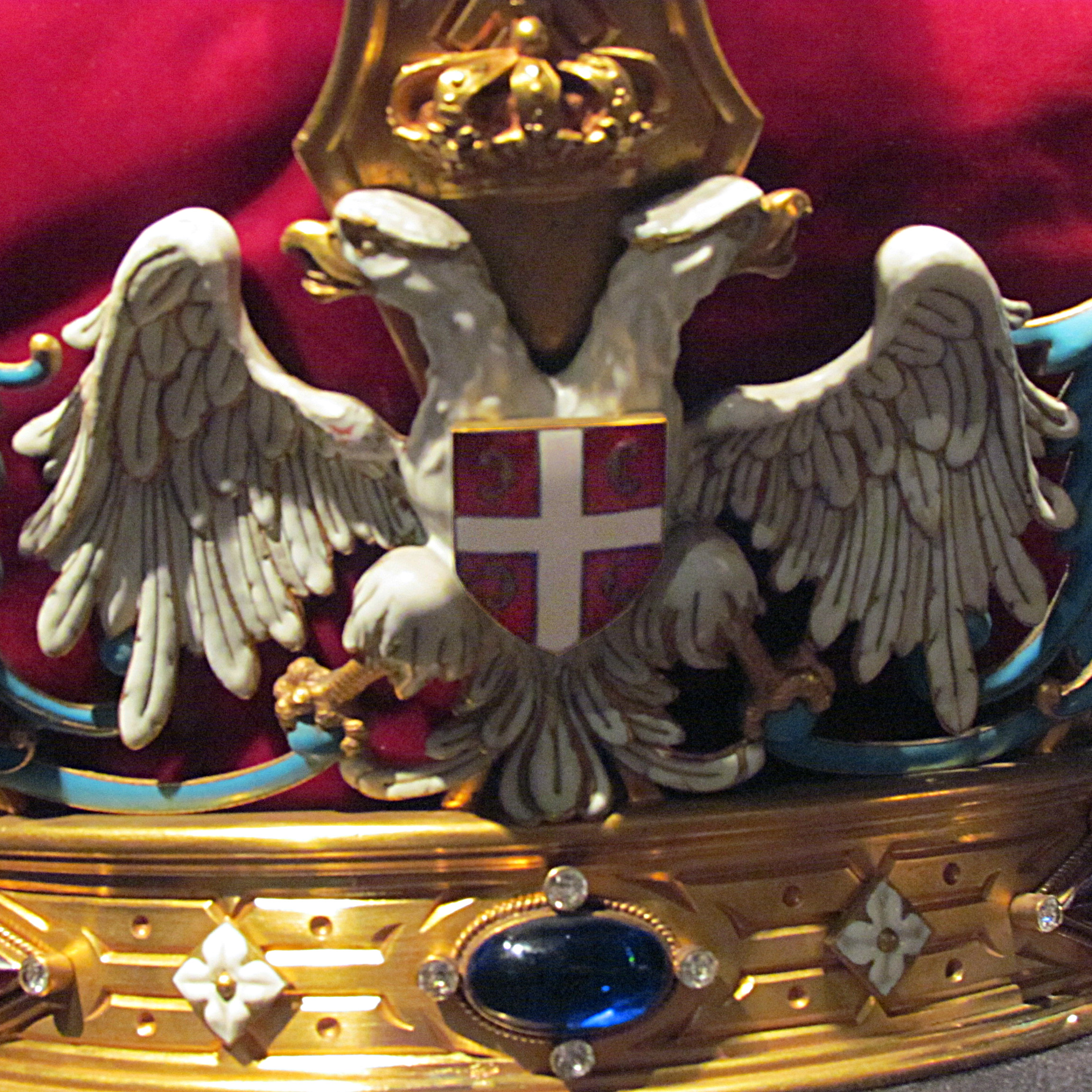
Znak Karađorđevićů na koruně
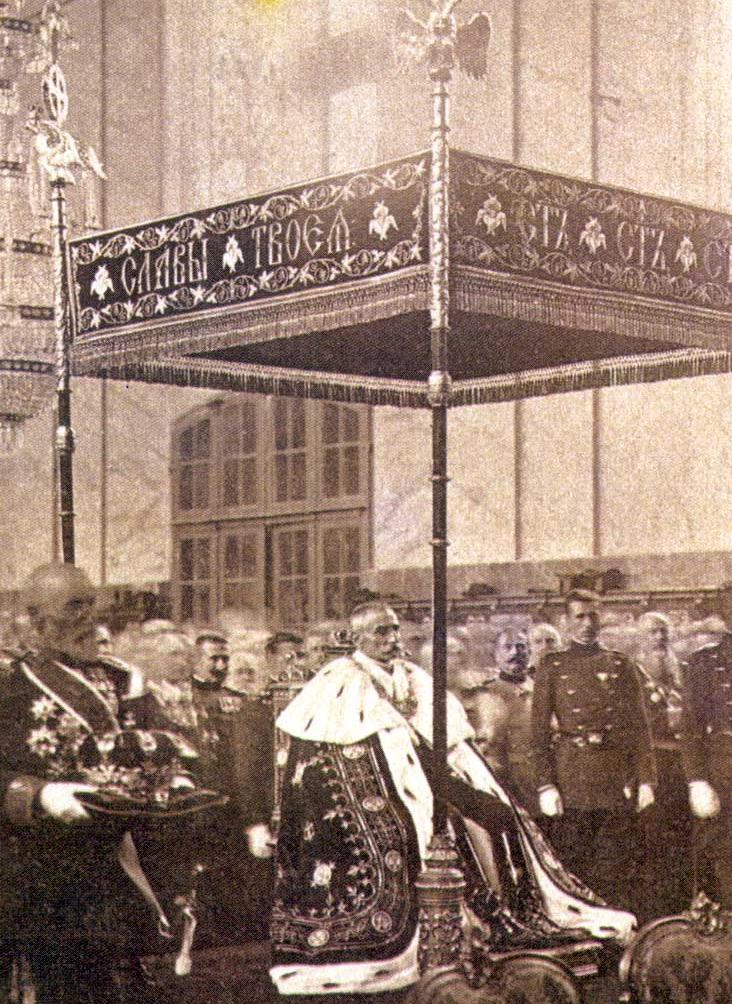
Král Petr I. během korunovace (1904)
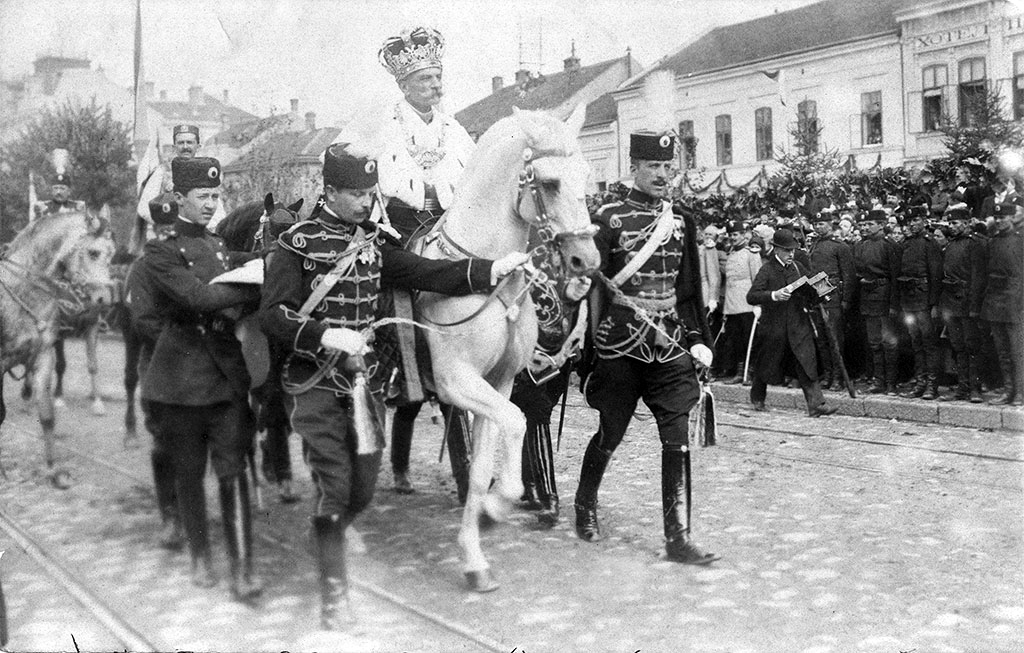
Král Petr I. po korunovaci (1904)
Královská koruna ve znaku království Jugoslávie